# Muricopsis caribbaea
Muricopsis caribbaea är en snäckart som först beskrevs av Bartsch och Alfred Rehder 1939.  Muricopsis caribbaea ingår i släktet Muricopsis och familjen purpursnäckor. Inga underarter finns listade i Catalogue of Life.